# Aeroportul Momeik
Aeroportul Momeik (IATA: MOE, ICAO: VYMO) este un aeroport din Statul Shan, Myanmar.
Situat la o altitudine de 203 m, aeroportul dispune de o singură pistă.